# Хакома (озеро)
Хакома — проточное озеро тектонического происхождения в Красноярском крае России, располагается на севере Эвенкийского района, юго-западнее озера Дюпкун.
Озеро Хакома имеет волнистую форму, вытянутую в широтном направлении, и находится на высоте 455 м над уровнем моря, занимая межгорную ложбину в восточной части плато Путорана, в правобережье реки Котуй. Его площадь составляет 8,1 км², площадь водосборного бассейна — 604 км². Длина озера около 12,6 км, ширина достигает 1 км в центральной части. Через озеро протекает одноимённая река, впадающая в 46 км юго-восточнее в Котуй, который сливаясь с рекой Хетой, образует реку Хатангу, впадающую в море Лаптевых. Река Хакома впадает в озеро на западе и вытекает на востоке. Острова на водоёме отсутствуют. В озеро впадает ещё несколько небольших рек и ручьёв: Чигняка, Песедэ, Покучи, 2-я Нокучи и др.
Озеро с севера и юга окружают базальтовые горы с крутыми скалистыми склонами и плоскими вершинами. Окружающие горы имеют высоту до 1011 м. Озеро посещают мигрирующие стада диких северных оленей.
Озеро богато рыбой. В водоеме обитают крупный таймень, чир, кумжа, сиг, валёк, мочегор, хариус, пелядь, щука, налим.
Код водного объекта в государственном водном реестре — 17040200111117600000479.